# Pegmatite Peak
Pegmatite Peak är en bergstopp i Antarktis. Den ligger i Västantarktis. Nya Zeeland gör anspråk på området. Toppen på Pegmatite Peak är 790 meter över havet, eller 183 meter över den omgivande terrängen. Bredden vid basen är 1,4 km.
Terrängen runt Pegmatite Peak är kuperad söderut, men norrut är den platt. Trakten är obefolkad. Det finns inga samhällen i närheten. 